# Бирлоджень
Бирлоджень, Бирлоджені (рум. Bârlogeni) — село у повіті Мехедінць в Румунії. Входить до складу комуни Стингечауа.
Село розташоване на відстані 223 км на захід від Бухареста, 49 км на схід від Дробета-Турну-Северина, 53 км на північний захід від Крайови.

## Населення
За даними перепису населення 2002 року у селі проживала 181 особа, усі — румуни. Усі жителі села рідною мовою назвали румунську.